# Vivian Malone Jones
Vivian Juanita Malone Jones (15 juillet 1942 - 13 octobre 2005) est l'une des deux premières étudiants noirs à s'inscrire à l'université de l'Alabama en 1963 et est devenue en 1965 la première diplômée noire de l'université. Elle devient célèbre lorsque George Wallace, le gouverneur de l'Alabama, tenta de l'empêcher, ainsi que l'autre étudiant James Hood (en), de s'inscrire à l'université alors entièrement blanche.

## Jeunesse
Vivian Juanita Malone Jones est née à Mobile, dans le comté de Mobile en Alabama en 1942, la quatrième de huit enfants. Ses parents travaillaient tous les deux à la base de l'US Air Force de Brookley (en) ; son père servait dans l'entretien et sa mère travaillait comme domestique. Ses parents ont souligné l'importance de recevoir une éducation et ont veillé à ce que leurs enfants, garçons ou filles, fréquentent l'université. Chacun des frères aînés de Malone a fréquenté l'université Tuskegee. Ses parents étaient également actifs dans le mouvement des droits civiques et participaient souvent à des réunions locales, des dons et des activités dans la communauté qui promouvaient l'égalité et la déségrégation. Adolescente, Malone était souvent impliquée dans des organisations communautaires pour mettre fin à la discrimination raciale et travaillait en étroite collaboration avec les dirigeants locaux des mouvements pour œuvrer en faveur de la déségrégation dans les écoles.
Vivian Juanita Malone Jones fréquenta la Central High School, où elle était membre de la National Honor Society (en). En février 1961, elle s'inscrivit à l'Alabama Agricultural and Mechanical University (en), l'un des rares collèges pour étudiants noirs de l'État. Elle fréquenta l'Alabama A&M pendant deux ans et obtint  un baccalauréat en éducation commerciale. Vivian Juanita Malone Jones avait voulu poursuivre des études en comptabilité, un domaine d'études non proposé par Alabama A&M à l'époque. De plus, le baccalauréat qu'elle avait reçu lui avait été délivré avant que l'université n'ait été pleinement accréditée par la Southern Association of Colleges and Schools. Pour obtenir un diplôme accrédité en comptabilité, Vivian Juanita Malone Jones devait être transférée dans une autre université.

## Université de l'Alabama
En 1961, elle avait appris d'un ami de la famille que la Ligue locale des électeurs non partisans avait organisé un plan pour déségréger le campus secondaire de Mobile de l'université de l'Alabama . En raison de ses performances exceptionnelles au lycée, Malone était l'une des nombreuses étudiants noirs locaux auxquels l'organisation a suggéré de postuler au campus de Mobile. Au moins 200 étudiants noirs avaient postulé à l'université pour voir leurs candidatures rejetées. L'université refusa l'admission aux candidats au motif d'inscriptions excessives et d'inscriptions closes, les quotas étant déjà remplis ou les résultats scolaires des étudiants ne répondant pas aux normes requises; cependant, il était devenu clair pour la communauté que l'université n'admettrait pas les étudiants noirs en raison de la résistance à la déségrégation scolaire.
Les étudiants noirs qui avaient postulé au campus secondaire de l'université à Mobile ont fait l'objet d'une enquête par le département de la sécurité publique de l'université, y compris Malone. Après avoir postulé à la branche de Mobile de l'université de l'Alabama, Malone et sa famille avaient reçu la visite de deux hommes blancs qui avaient affirmé qu'ils étaient des représentants de l'État. Ils révélèrent que les tentatives de Malone de postuler au campus de Mobile et d'intégrer l'école avaient provoqué de violentes représailles de la part de la communauté blanche locale dont la famille ne recevrait pas beaucoup de protection. La menace pour sa sécurité n'a pas dissuadé Vivian Juanita Malone Jones de continuer à soutenir l'intégration à l'université et elle persista à postuler à l'université de l'Alabama pour obtenir un diplôme en comptabilité.
Le NAACP Legal Defence and Educational Fund of Alabama s'engagea avec Vivian Juanita Malone Jones pour l'inscrire à l'école de commerce et d'administration des affaires de l'université de l'Alabama afin d'obtenir son diplôme en comptabilité,. Le Legal Defence Fund avait travaillé en étroite collaboration avec un étudiant, James Hood, pour déségréger cette université. Après deux ans de délibération et de procédure judiciaire, Malone et Hood obtinrent en 1963 l'autorisation de s'inscrire à l'université sur une ordonnance du juge du tribunal de district Harlan Grooms. Le tribunal de district avait jugé que la pratique de l'université de l'Alabama consistant à refuser l'admission d'étudiants noirs constituait une violation de la décision de la Cour suprême des États-Unis dans l' arrêt Brown v. Board of Education, dans laquelle l'acte d'éduquer des enfants noirs dans des écoles intentionnellement séparées des élèves blancs avait été jugé inconstitutionnel. Le juge Grooms avait également interdit au gouverneur George Wallace d'interférer avec l'inscription des étudiants.
Le 11 juin 1963, Malone et Hood, accompagnés du Procureur général adjoint des États-Unis Nicholas Katzenbach et d'un cortège de trois voitures remplies de Marshalls fédéraux, arrivèrent sur le campus de l'université de l'Alabama avec l'intention de s'y inscrire. Les y attendant et bloquant l'entrée de l'auditorium Foster se trouvait le gouverneur George Wallace, flanqué d'un groupe de soldats de l'État. Wallace avait l'intention de tenir sa promesse de maintenir la ségrégation dans l'État et d'arrêter «l'intégration à la porte de l'école». Alors que Vivian Juanita Malone Jones et Hood attendaient dans une voiture, le procureur général adjoint Katzenbach et une petite équipe de marshalls fédéraux se confrontèrent à Wallace pour exiger que Malone et Hood soient autorisés à entrer sur ordre du tribunal fédéral et que Wallace se retire.

Wallace refuse non seulement l'ordre, mais il interrompit Katzenbach ; devant la foule d'équipes de journalistes qui l'entouraient, Wallace prononça un court discours symbolique concernant la souveraineté de l'État, affirmant :
"L'intrusion indésirable, indésirable, injustifiée et induite par la force sur le campus de l'Université de l'Alabama... de la puissance du gouvernement central offre un exemple effrayant de l'oppression des droits, privilèges et souveraineté de cet État par des officiers du Gouvernement fédéral." 
Après avoir constaté que Wallace ne se retirerait pas, Katzenbach fit appel à l'aide du président John F. Kennedy pour forcer Wallace à autoriser l'entrée des étudiants noirs à l'université,. Katzenbach emmena Vivian Juanita Malone Jones dans son dortoir et lui a dit de voir sa chambre et de déjeuner seule dans la salle à manger si elle avait faim. Malone descendit dans la salle à manger et fut surprise d'être rejointe par plusieurs étudiants blancs, qui déjeunèrent avec elle. Elle  resta dans le dortoir jusqu'à ce que la situation se soit calmée.
Le président John F. Kennedy fédéralisa la Garde nationale de l'Alabama plus tard le jour même, ce qui la plaça sous le commandement du président et non plus sous celui du gouverneur de l'Alabama. Une centaine de gardes escortèrent Malone et Hood de leurs dortoirs jusqu'à l'auditorium, où Wallace s'écarta à la demande du général Henry V. Graham (en). Malone et Hood entrèrent alors dans le bâtiment, mais par une autre porte. Alors qu'Hood et elle entraient, ils furent accueillis et surpris par des applaudissements de la part de blancs, partisans de l'intégration. Ils entrèrent ensuite dans le gymnase et s'inscrirent comme étudiants de l'université, Malone étant acceptée à l'université en tant que junior.
Le temps passé par Malone à l'université de l'Alabama fut relativement exempt de conflits et de menaces pour sa sécurité, à l'exception d'une série d'attentats à la bombe qui se sont produits en novembre 1963 par des émeutiers blancs peut-être en colère contre la politique d'intégration. Après de longues délibérations entre les US Marshalls et Katzenbach, il fut décidé que Vivian Juanita Malone Jones ne serait pas retirée de l'école ou désinscrite à cause de ces attentats. Deux ans plus tard, en 1965, elle obtint un baccalauréat ès arts en gestion d'entreprise et devint la première étudiante noire diplômée de l'Université de l'Alabama. Elle obtint son diplôme avec une moyenne de B-plus.
Malgré ses succès universitaires, elle ne reçut aucune offre d'emploi en Alabama,. Elle rejoignit ensuite la division des droits civiques du ministère américain de la Justice et fut analyste de recherche. Pendant son séjour à Washington, elle fréquenta l'université George-Washington et poursuivit ses études par une maîtrise en administration publique. Elle accepta un poste de spécialiste des relations avec les employés au bureau central de l'Administration fédérale des anciens combattants. Pendant son séjour à Washington, elle assista à la signature du Voting Rights Act de 1965.

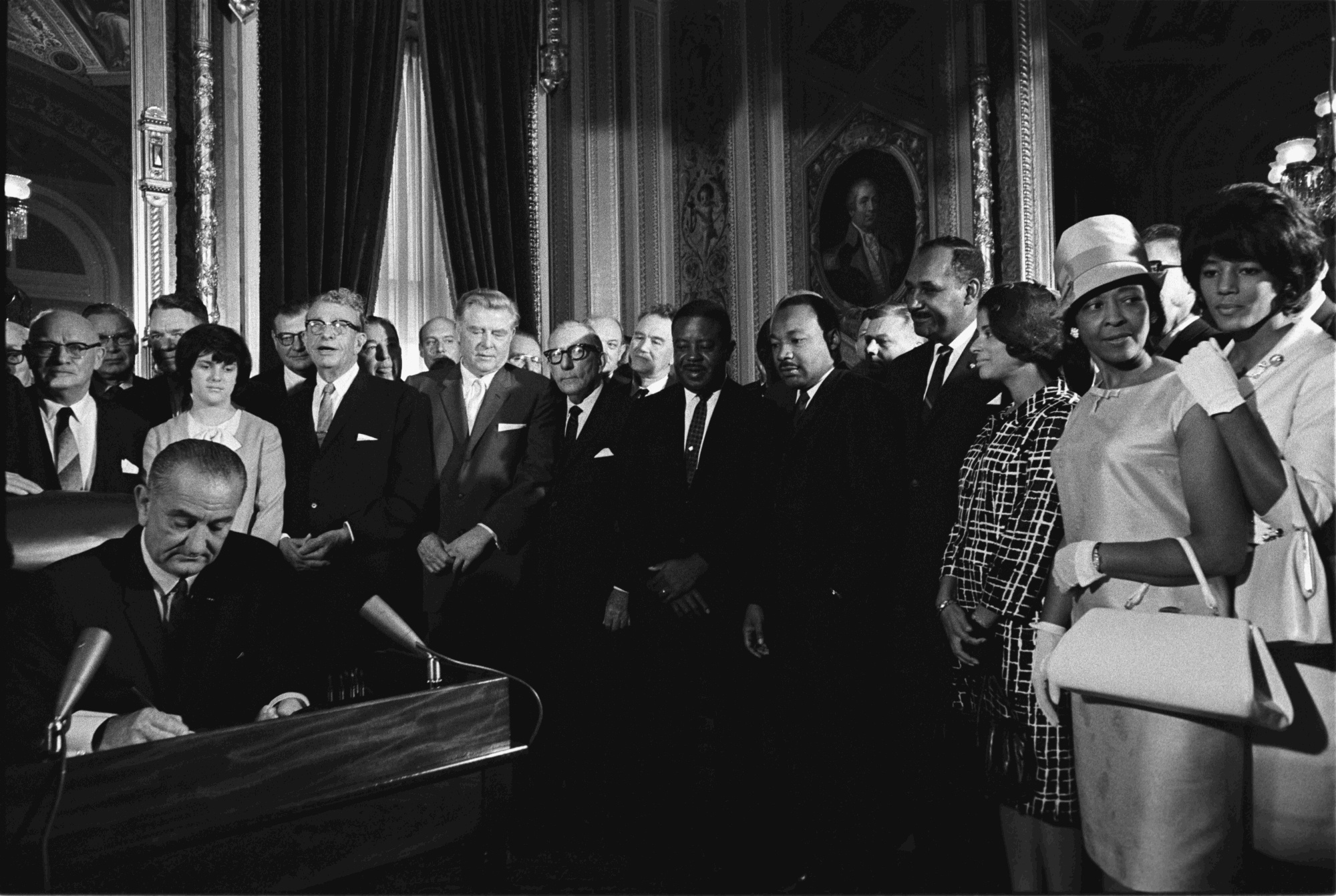
Vivian Malone Jones, extrême droite, lors de la signature du Voting Rights Act de 1965.

Elle fut nommée au poste de directrice exécutive du projet d'éducation des électeurs en août 1977 et œuvra en faveur de l'égalité des électeurs pour les minorités. Dans ce rôle, elle  aida à fournir une assistance et des fonds aux projets locaux d'inscription des électeurs. Elle a également contribué au pilotage du projet 23, un programme visant à éliminer les obstacles qui empêchaient les Noirs de l'État de Géorgie de s'inscrire pour voter ou de se présenter à des fonctions publiques. En 1978, le projet d'éducation des électeurs avait aidé à l'inscription sur les listes électorales d'environ 3 millions de Noirs. Elle est ensuite devenue directrice des droits civils et des affaires urbaines et directrice de la justice environnementale pour l'Agence américaine de protection de l'environnement, poste qu'elle  occupa jusqu'à sa retraite en 1996. À sa retraite, elle commença à vendre de l'assurance-vie. En octobre 1996, Vivian Juanita Malone Jones fut  choisi par la George Wallace Family Foundation pour être la première récipiendaire de son Lurleen B. Wallace Award of Courage. Lors de la cérémonie, Wallace déclara: "Vivian Malone Jones était au centre de la lutte pour les droits des États et s'est conduite avec grâce, force et, surtout, courage." En 2000, Vivian Juanita Malone Jones a prononcé le discours d'ouverture à l'université de l'Alabama, et l'université lui a décerné un doctorat en lettres humaines,. De plus, en 2004, la Législature d'État de l'Alabama l'a honorée en adoptant une résolution en commémoration de ses réalisations exceptionnelles.

## Vie privée
Vivian Juanita Malone Jones fut mariée à Mack Arthur Jones, un obstétricien, décédé avant elle en 2004. Elle rencontra Jones pour la première fois lorsqu'il travaillait comme chauffeur à l'université de l'Alabama. Elle était membre de From the Heart Christian Ministries d'Atlanta où elle a servi comme huissière. Son beau-frère Eric Holder a été procureur général des États-Unis sous la présidence de Barack Obama. Son neveu Jeff Malone fut un étudiant-athlète de basket-ball à l'université d'État du Mississippi et une vedette de la NBA .
Vivian Juanita Malone Jones est décédé des suites d'un accident vasculaire cérébral à 63 ans le 13 octobre 2005 dans un hôpital d'Atlanta . Ses funérailles eurent lieu à la chapelle internationale Martin Luther King Jr. du Morehouse College. Vivian Juanita Malone Jones avait un fils, une fille, trois petits-enfants, quatre sœurs et trois frères.

## Héritage

### Dans la culture populaire
L'arrivée de Vivian Malone Jones et James Hood à l'université de l'Alabama, également connue sous le nom de Stand in the Schoolhouse Door, figure dans le film Forrest Gump de 1994. Le personnage principal apparait lors de l'événement et remet à Jones un livre qu'elle avait laissé tomber en entrant dans l'auditorium Foster.

### Plaque commémorative et honneurs supplémentaires
En 2017, une plaque commémorative fut installée au département de la Santé du comté de Mobile en l'honneur de Vivian Juanita Malone Jones. Elle a été installée à l'emplacement de la maison de son enfance, qui est maintenant le parking du Keeler Memorial Building sur le campus du département de la santé. Cette plaque se trouve le long du Dora Franklin Finley African-American Heritage Trail à Mobile, Alabama .
En 2018, une rue du centre-ville de Mobile a été nommée en son honneur.

### Récompenses et impact communautaire
En 2018, JaVaughnae Malone et sa mère, Janice, ont lancé une association à but non lucratif appelée Vivian's Door à Mobile, en Alabama. Dans le but de favoriser les entreprises appartenant à des minorités, Vivian's Door s'est consacrée à fournir des formations, des ressources, des opportunités de réseautage et des clients aux entreprises locales appartenant à des minorités dans le sud de l'Alabama. Leur initiative a été inspirée par la cousine de JaVaughnae, Vivian Malone Jones,. De plus, l'université de l'Alabama décerne chaque année à un étudiant la bourse d'études Vivian Malone Jones pour la diversité. En 2014, l'Agence de protection de l’environnement des États-Unis a créé le Vivian Malone Jones Legacy Award en son honneur. Chaque année, une personne qui a fait preuve d'intégrité et qui a constamment contribué à la justice sociale au sein de l'Agence de protection de l'environnement ou dans la communauté au sens large reçoit ce prix en mémoire de Vivian Juanita Malone Jones et de l'héritage de son travail.